# Hassen

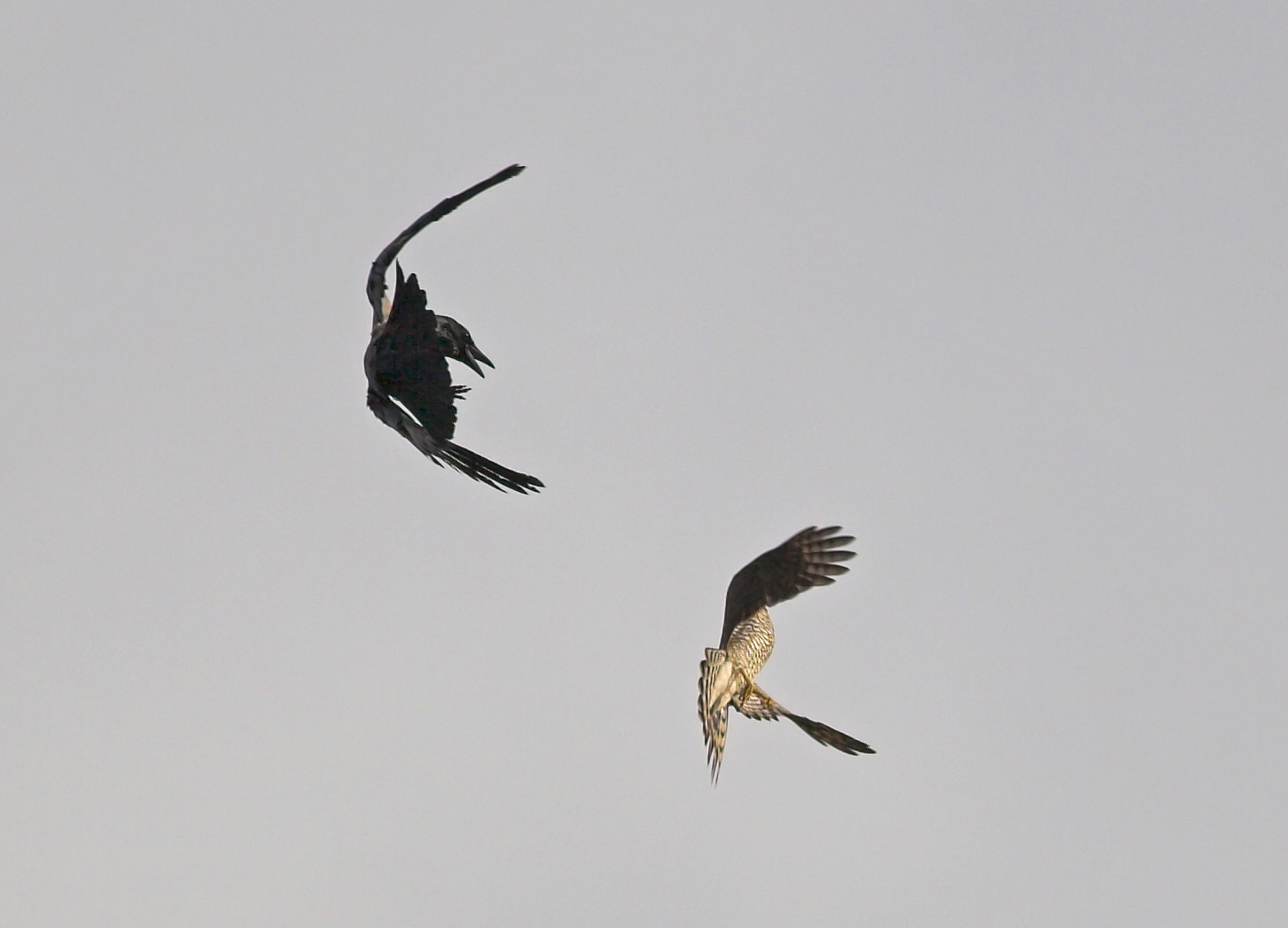
Rabenkrähe (links) hasst auf ein Sperberweibchen

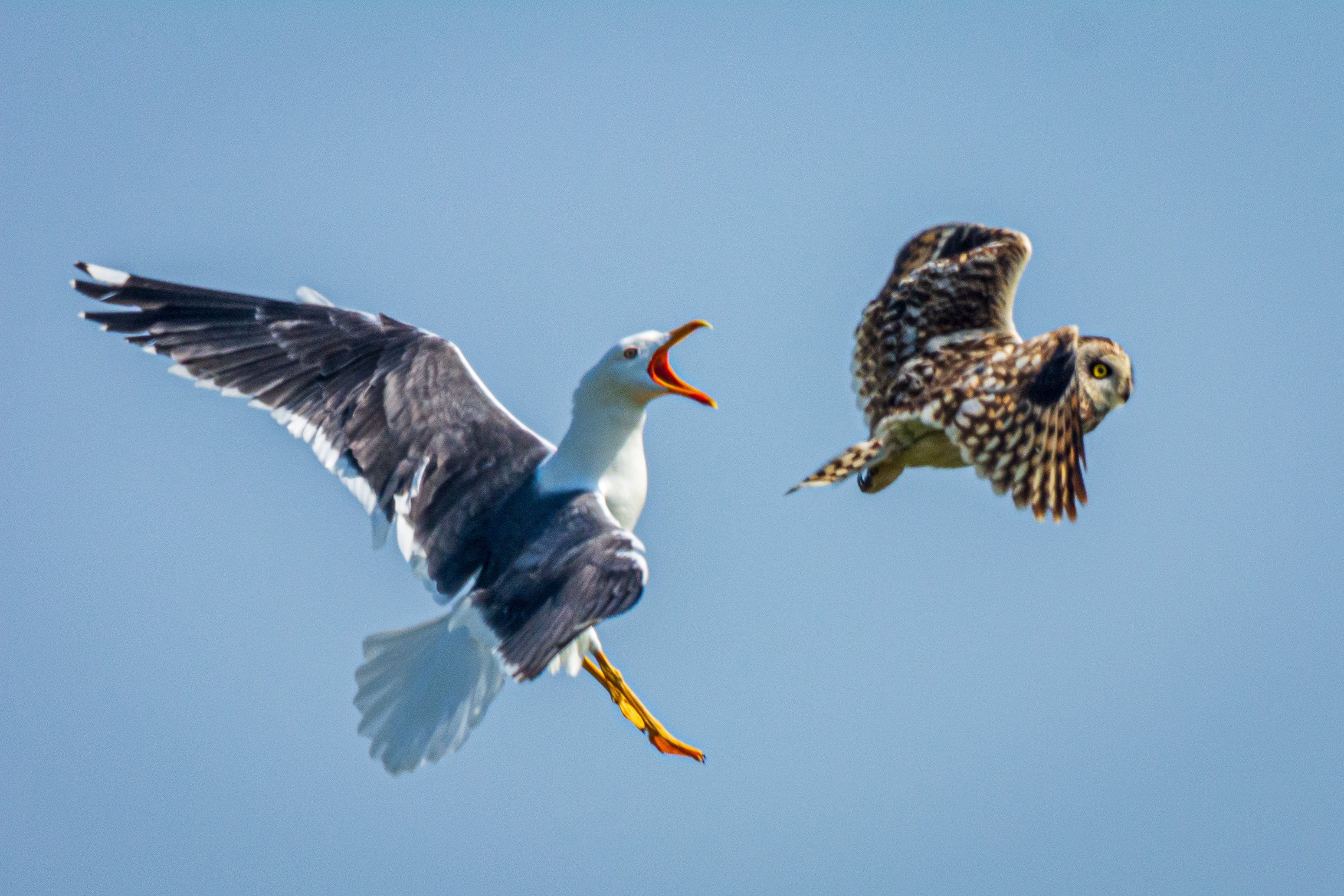
Heringsmöwe (links) hasst auf eine Sumpfohreule

Hassen (englisch: mobbing), verwandt mit „Hass“ und „Hetze“ sowie mit lateinisch cadere und altindisch śas- mit Grundbedeutungen wie „sich stürzen auf, fallen“, ist ein zoologischer, insbesondere ein ornithologischer Fachbegriff. Darunter ist ein Verhalten vieler Vogelarten zu verstehen, mittels lauter Alarmrufe, Scheinangriffen und anderer Methoden potentielle Feinde zu vertreiben und Artgenossen vor diesen zu warnen.
Früher nutzte man dieses Verhalten für die Hüttenjagd, indem man Eulen wie z. B. den Uhu an einen Pflock fesselte, um hassende Vögel, besonders Raben- und Greifvögel, bequem in Fallen fangen oder schießen zu können.
Besonders verbreitet ist das Hassen unter Möwen, Krähen, Drosseln und verschiedenen anderen Sperlingsvögeln. Häufig beschränkt sich das Hassen nicht nur auf Alarmrufe, sondern der Eindringling wird direkt angeflogen, oft sogar tatsächlich attackiert. Besonders verschiedene Greifvögel, Eulen und Raubmöwen, Kuckucke, aber auch Säugetiere und Schlangen sind Ziele dieses Verhaltens. Da deren Jagderfolg häufig vom Überraschungsmoment abhängt, brechen sie nach dem Entdecktwerden meist die Jagd ab. Besonders intensiv hassen Vögel während der Brutsaison. Hassende Vögel gehen nur selten das Risiko ein, selbst zum Opfer zu werden, da sie meist im Verband hassen und der Eindringling genau beobachtet wird.
Allerdings kann es auch (z. B. bei Lachmöwen) zu Hassen gegenüber Artgenossen kommen, da diese sich zum Teil an den Eiern und Küken derselben Brutkolonie vergreifen.
Möwen begleiten das Hassen häufig durch Erbrechen des Mageninhaltes auf das Opfer, bei der Wacholderdrossel wird zielsicheres Kotspritzen beobachtet.
Formen des Hassens treten auch bei Säugetieren und Insekten auf. Verschiedene Hörnchenarten und Halbaffen hassen intensiv auf baumkletternde Schlangen.